# باربرا موري
باربرا موري أتشووا (بالإسبانية: Bárbara Mori) ممثلة وعارضة أزياء مكسيكية، حققت شهرة كبيرة من خلال مسلسل روبي الذي عرض في أماكن كثيرة من العالم وكان أول مسلسل مكسيكي يعرض في فرنسا.

## السيرة الذاتية
ولدت باربرا في 2 فبراير عام 1978 في مونتيفديو، الاوروغواي، وهي مِنْ التراثِ الأورغواييِ والمكسيكيِ واليابانيِ. عِنْدَها شقيقان؛ الممثلة كينيا موري وكينتارو موري. في عُمرِ 3 سنوات، أبوها الياباني الأورغوايي وأمّها المكسيكية من أصول لبنانية تطلّقا، وبعد طلاق أمها لاحقاً، انتقلتْ للعيش في المكسيك.جدها من جهة أبيها كان ياباني الأصل. وفي عمر 19، قابلتْ الممثلَ سيرجيو ماير، وتزوجا عام 1996 وأنجبا ابنهما، وحصلا على الطلاق عام 2006. بعد انفصالها عن سيرجيو واعدت باربرا الممثل مانولو كاردونا الذي شاركها في بطولة «امرأة أخي»، لكنها حالياً توَاعَدَ الممثلِ ومصممِ الأزياءِ خوزيه ماريا توري بعد انفصاله عن صديقته المغنية المكسيكية الشهيرة باولينا روبيو.

## المشوار الفني
عَمَلت باربرا موري كنادلة في عُمرِ 14 سنة، بعد ذلك دَعاها مصمم الأزياءِ ماركوس توليدو للعَمَل كعارضة لديه. أصبحتْ مستقلةَ بعُمرِ 17، وذَهبتْ للعَيْش مع أبناءِ عمها.و بَدأَت العَمَل كعارضة أزياء بشكل مستقل وبعد ذلك أصبحَت ممثلة مع تلفزيونِ Azteca ، وهو ثاني شبكة تلفزيونيةُ مكسيكيةُ ضخمة، وقد تأُسّسَ في عام 1993.
دَرستْ باربرا موري لاحقاً في El Centro de Estudios de Formacion Actoral. وظهرت موري في أول مسلسل مكسيكي لها الذي حمل عنوان «إلى شمال القلبِ». وفي 1998, حصلت موري على دورها الأساسي الأولِ في دور أزول في السلسلةِ "Azul Tequila". ثمّ شاركتْ في السنة التالية في المسلسلة الهزليةِ «تريك تــاس» و«أموت بواسطة تاي في ميامي».
شاركتْ موري في فلمِها الأولِ في 2000، في الكوميديا المكسيكيةِ ""الإلهام"" نظير الممثل رث دي لا تور '.حَصلتْ على جائزةِ Tvynovelas الأولى لدورِها في «مراقبة النساء» كأفضل وجه لممثلةِ جديدةِ.
وبعد ذلك مثًلت في مسلسل «حبّ وقح» لكن استراحة باربرا موري الكبيرةَ جاءتْ مَع إعادة تمثيل المسلسل روبي الذي أنتجته الشبكةِ المنافسةِ Televisa في 2004، حيث لعبُت دور العنوانَ الرئيسي في المسلسل «روبي» وقد حصل المسلسل على نجاح كبير وعالي المستوى ويرجِع النقاد نجاح المسلسل العاليَ إلى أنه لم يكن مثل بقية المسلسلات اللآتينية العادية التي تركّز على الفتاة الطيبة والجميلة، فالمسلسل «روبي» يتحدث عن فتاة جامعية من طبقة فقيرة، اعتقدت أنه بجمالها ومكرها تستطيع أن تصل إلى الثراء الذي طالما حلمت به وتدوس على كل من حولها لتحقيق ذلك حتى لو اضطرت إلى التخلي عن حبها الحقيقي وأصدقائها، وعائلتها التي تحبها.
و مسلسل «روبي» هو أحد أكثر المسلسلات الناجحة في 2004/2005. واكتسح الجوائزِ الأمريكية اللاتينيةِ في ذلك العام، فقد أَخذ الجوائزُ الرئيسيةُ، فرَبحَ المسلسل جوائزَ عديدة منها: جائزة لأفضل مسلسل تلفزيوني، جائزة أفضل ممثلة نسائيِة (لباربرة موري)، جائزة أفضل ممثل ذكرِ (لإدواردو سانتا مارينا)، جائزة أفضل ممثلةِ عامّةِ (آنا مارتن)، وجائزة أفضل موسيقى (La Descarada مِن قِبل ريلي)، وجائزة أفضل تحرير للمشاهد.
وفي 2005، حَصلتْ باربرا موري على دورِ بطولةَ في الفيلمِ العظيمَ «امرأة أخي» حيث لعبًت دور زوي أمام الممثل كرستيان مير، الذي شاركتْه بالتمثيل سابقاً في «أنا أموت فيك». وقدمًت باربرا موري عدة أفلام نذكر منها على سبيل المثال «إلهام» (2000)، «الصَعِب» (2005)، «امرأة أخي» (2005) و«رجال آليون» (2005).

## تفضيلات شخصية
ممثلونها المفضّلون هم كيفين كوستنر ودستين هوفمان وساندرا بولوك. وقد اعترفتْ بأنَّ إحدى أكثر أحلامِها العزيزةِ، أَنْ تمثل في فيلم مَع الممثلِ الأمريكيِ كيفين كوستنر.فيلمها المفضّل جيري ماغوير 1996 بطولة توم كروز، والشراب المفضّل هو الفودكا، ومدينة المكسيك والطعام المكسيكي هم المفضلين لديها. وتحب الفروالة وتعشق مشاهدة برنامج عائلة سيمبسون.
إحدى هواياتِها هي الغناء، وهي صديقة جيدة مَع الممثلةِ المكسيكيةِ فابيولا كامبومانيس.

## وصلات خارجية
- باربرا موري على موقع IMDb (الإنجليزية)
- باربرا موري على موقع ألو سيني (الفرنسية)
- باربرا موري على موقع أول موفي (الإنجليزية)
- باربرا موري على موقع قاعدة بيانات الفيلم (الإنجليزية)
- باربرا موري على موقع كينوبويسك (الروسية)

- باربرا موري في قاعدة الأفلام
- باربرا موري في قاعدة emas.com